# Heterochroma ligata
Heterochroma ligata är en fjärilsart som beskrevs av William Schaus 1911. Heterochroma ligata ingår i släktet Heterochroma och familjen nattflyn. Inga underarter finns listade i Catalogue of Life.